# Töltszék
Töltszék (szlovákul: Tulčík) község Szlovákiában, az Eperjesi kerület Eperjesi járásában.

## Fekvése
Eperjestől 15 km-re északra, az Alacsony-Beszkidek délnyugati részén, a Szekcső-patak völgyében fekszik.

## Története
Az itt talált leletek tanúsága szerint a község területén már az újkőkorban, majd később a hallstatt-korban is éltek emberek.
A mai település 1248-ban a sárosi váruradalomhoz tartozott. Ebben az évben „Teuchik” alakban említik először abban az oklevélben, melyben rögzítik IV. Béla király és Lambert egri püspök között 15 Sáros vármegyei falu – köztük Töltszék – tizedének sorsát. Az oklevélből kikövetkeztethető, hogy Töltszéknek ekkor már temploma és plébániája is volt. Létezésük az írásos források szerint azonban csak a 14. és 15. század fordulóján bizonyítható. A falu temploma Szent Simon és Júdás apostolok tiszteletére volt szentelve. A településnek 1342-ben „Kyustultzeek” a neve. 1348-ban a faluban vámszedőhely működött, mely a 14. században két részre, Kis- és Nagy-Töltszékre oszlott. Ennek megfelelően 1394-ben „Kystelghzeek” illetve „Nogtelghzeek” néven írják a települést. 1411-ben Luxemburgi Zsigmond a falut a kapi váruradalomnak adta, ezután birtokosai Kapi várának mindenkori urai. 1427-ben a dézsmajegyzék szerint 58 portával adózott. Főbb birtokosai a Rozgonyi és Perényi családok voltak. A Kapi család a 16. század első felében kastélyt épített ide, mely a 18. század közepén épített másik kastélyukkal együtt a mai napig fennmaradt. 1773-ban „Tulczik” alakban említik a korabeli források. 1787-ben Töltszék 77 házában 735 lakos élt.
A 18. század végén Vályi András így ír róla: „TÖLCSED, vagy Tulcik. Tót falu Sáros Várm. földes Ura Kapi Uraság, lakosai katolikusok, fekszik Szektső vize mellett; határja középszerű, piatza Eperjesen nem meszsze.”
1828-ban 109 háza volt 802 lakossal. Lakói főként zsellérek voltak, akik mezőgazdasággal, gyümölcstermesztéssel, állattartással foglalkoztak. A 19. századig a kapi uradalom része, a 19. században a Ghillányi családnak is volt itt birtoka.
Fényes Elek 1851-ben kiadott geográfiai szótárában így ír a faluról: „Töltszék, (Tulcsik), tót falu, Sáros vármegyében, Eperjeshez északra 2 mfld, a Székcső mellett: 748 kath., 2 evang., 10 zsidó lak. Kathol. paroch. templom. Két kastély. Sok és jó rét. Vizimalom. F. u. a Kapy nemzetség. Savanyuviz-forrása is van. Ut. p. Eperjes.”
1920 előtt Sáros vármegye Eperjesi járásához tartozott.
A háború után lakói főként Kelet-Szlovákia üzemeiben dolgoztak.

## Népessége
| Év:            | 1994. | 2004.   | 2014.   | 2024.   |
| -------------- | ----- | ------- | ------- | ------- |
| Emberek száma: | 1271  | 1304    | 1327    | 1334    |
| Eltérés:       |       | +2,59 % | +1,76 % | +0,52 % |

| Év:            | 2023. | 2024.   |
| -------------- | ----- | ------- |
| Emberek száma: | 1324  | 1334    |
| Eltérés:       |       | +0,75 % |

1910-ben 779-en, többségében szlovákok lakták, jelentős magyar kisebbséggel.
2001-ben 1306 lakosából 1297 szlovák volt.
2011-ben 1311 lakosából 1278 szlovák.

## Nevezetességei
- Római katolikus temploma eredetileg gótikus volt, a 17. és a 18. században átépítették.
- 1933-ban épített kápolnája az Amerikába elszármazott töltszékiek adományából készült.
- A Kapi család két kastélya közül a régebbi a 16. században épült, a 18. században barokk stílusban építették át. A kisebb kastély a 18. században épült.